# Ниихара, Минору
Минору Ниихара (яп. 二井原 実, Minoru Niihara, род. 12 марта 1960 года в Осаке, Япония) — японский рок-певец и гитарист, солист японской хэви-метал группы Loudness.
Его первой группой была Earthshaker, в которой он играл на басу и пел. На его вокальный стиль повлияли блюзовые певцы, но он быстро адаптировал свой голос к высоким тонам, которые требуются в хэви-металлических группах. Он был выбран после прослушивания на роль солиста группы Loudness в 1981 году, а его голос вместе с яркой игрой на гитаре гитариста Акиры Такасаки был признан брендом группы. Первые три альбома записывались в основном с использованием японских текстов, но на альбоме 1984 года Disillusion он уже пел на английском.
В 1988 году, после того, как Loudness выпустил Jealousy, Ниихара покинул группу и его заменил американский певец Майкл Вескера. После работы с несколькими группами (включая Ded Chaplin, Sly и X.Y.Z.→A), а также сольной карьеры, в 2001 году он вернулся в Loudness. Ниихара выпустил два сольных альбома: One в 1989 году и Ashes To Glory в 2006 году, записав множество альбомов с Sly и XYZ→A. В 2008 году он сформировал параллельную группу под названием Nishidera Minoru с солисткой Show-Ya Кейко Терада и певицей Earthshaker Масафуми «Марси» Нисида. Они выпустили альбом, а также спродюсировали и организовали фестиваль Hard na Yaon 2009.

## Дискография

### Сольные альбомы[4]
- One (1989)
- Ashes to Glory (2006)
- R&R Gypsy Show (live 2008)
- Tower of Power Night Live (live 2011)

| - The Birthday Eve (1981) - Devil Soldier (1982) - The Law of Devil's Land (1983) - Live-Loud-Alive: Loudness in Tokyo (live 1983) - Disillusion (1984) - Disillusion (1984, english version) - Odin (EP 1985) - Thunder in the East (1985) - Shadows of War (1986) - Lightning Strikes (1986) — U.S. remix of Shadows of War - 8186 Live (live 1986) - Hurricane Eyes (1987) - Hurricane Eyes (1987, japanese Version) - Jealousy (EP 1988) - Eurobounds (live 2000) - Spiritual Canoe (2001) - The Soldier's Just Came Back (live 2001) - Pandemonium (2001) - Biosphere (2002) - Loudness Live 2002 (live 2003) - Terror (2004) - RockShocks (2004) - Racing (2004) - Breaking The Taboo (2006) - Metal Mad (2008) - The Everlasting (2009) - King of Pain (2010) - Eve to Dawn (2011) - 2012 (2012) - The Sun Will Rise Again (2014) | - 1st (1990) - Rock the Nation (1991) - Final Revolution (1992) - Sly (1994) - Dreams of Dust (1995) - Key (1996) - Vulcan Wind (1998) - Asian Typhoon (1999) - Asian Typhoon (2000, english version) - Metalization (2000) - Metalization (2001, english version) - Life (2002) - IV (2003) - X.Y.Z.→ALIVE (live 2004) - Wings (2006) - Learn from Yesterday! Live for Today! Hope for Tomorrow! (2009) - Seventh Heaven (2013) - Wonderful Life (2019) - Fuzoroi no Rock Tachi Sono 1 (2009) - Такасаки, Акира — Tusk of Jaguar (1982) - M.T. Fuji — Human Transport (1983) - Cozy Powell Forever ~ Tribute to Cozy Powell (1998) |